# Coupe de Pologne de football 2010-2011
Navigation
Édition précédente Édition suivante
La Coupe de Pologne 2010-2011 (Puchar Polski 2010-2011 en polonais) est la cinquante-septième édition de la Coupe de Pologne. Le Jagiellonia Białystok a mis son titre en jeu pour la première fois de son histoire. 
Le vainqueur de l'épreuve se qualifie pour le troisième tour préliminaire de la Ligue Europa 2011-2012, sauf s'il remporte le championnat et se qualifie donc pour le deuxième tour de qualification de la Ligue des Champions. Dans ce cas, c'est le finaliste de la coupe qui récupérera le billet européen décerné à l'origine au vainqueur.
Au terme d'une séance de tirs au but, c'est le Legia Varsovie qui a remporté pour la quatorzième fois de son histoire la Coupe de Pologne aux dépens du Lech Poznań, asseyant encore plus sa domination dans la compétition. Les deux équipes n'avaient pas pu se départager après cent vingt minutes, se quittant sur le score d'un but partout.
Gražvydas Mikulėnas du Wigry Suwałki, Artjoms Rudņevs et Bartosz Ślusarski du Lech Poznań, qui ont chacun inscrit quatre buts, terminent meilleurs buteurs de la coupe.

## Déroulement de la compétition
Le système est le même que celui utilisé les années précédentes.
Cette page ne présente les résultats qu'à partir du premier tour. 

## Nombre d'équipes par division et par tour
| Divisions / Manches                   | Tour prélim. (26 matches) | 2e tour prélim. (14 matches) | 1er tour (16 matches) | Seizièmes de finale | Huitièmes de finale | Quarts de finale | Demi- finales | Finale |
| ------------------------------------- | ------------------------- | ---------------------------- | --------------------- | ------------------- | ------------------- | ---------------- | ------------- | ------ |
| Ekstraklasa 16 équipes                | non présents              | non présents                 | 2                     | 16                  | 12                  | 7                | 3             | 2      |
| I Liga 18 équipes                     | non présents              | 4                            | 12                    | 9                   | 3                   | 1                | 1             | Aucun  |
| II Liga 36 équipes (2 groupes)        |                           |                              | 12+1                  | 6                   | 1                   | Aucun            | Aucun         | Aucun  |
| III Liga 129 équipes (8 groupes)      |                           |                              | 4                     | 1                   | Aucun               | Aucun            | Aucun         | Aucun  |
| IV Liga                               |                           |                              |                       | Aucun               | Aucun               | Aucun            | Aucun         | Aucun  |
| V Liga                                |                           |                              |                       | Aucun               | Aucun               | Aucun            | Aucun         | Aucun  |
| Klasa okręgowa                        |                           |                              |                       | Aucun               | Aucun               | Aucun            | Aucun         | Aucun  |
| Młoda Ekstraklasa 16 équipes réserves |                           |                              |                       | Aucun               | Aucun               | Aucun            | Aucun         | Aucun  |
| Total                                 |                           | 24                           | 30                    | 32                  | 16                  | 8                | 4             | 2      |

## Le parcours des clubs de première division
Les clubs promus d'Ekstraklasa font leur entrée dans la compétition lors du premier tour. Les autres commencent la coupe au tour suivant.

Voici leur parcours respectif :
| Club                  | Parcours de la saison 2009-2010 | Parcours cette saison                                        |
| --------------------- | ------------------------------- | ------------------------------------------------------------ |
| Jagiellonia Białystok | Vainqueur                       | Quarts de finale - Éliminé par le Lechia Gdańsk              |
| Lechia Gdańsk         | Demi-finales                    | Demi-finales - Éliminé par le Legia Varsovie                 |
| Ruch Chorzów          | Demi-finales                    | Quarts de finale - Éliminé par le Legia Varsovie             |
| Korona Kielce         | Quarts de finale                | Huitièmes de finale - Éliminé par le Jagiellonia Białystok   |
| Legia Varsovie        | Quarts de finale                | Vainqueur - Bat le Lech Poznań                               |
| Wisła Cracovie        | Quarts de finale                | Quarts de finale - Éliminé par le Podbeskidzie (D2)          |
| Arka Gdynia           | Huitièmes de finale             | Seizièmes de finale - Éliminé par le KSZO Ostrowiec Św. (D2) |
| Cracovia              | Huitièmes de finale             | Huitièmes de finale - Éliminé par le Lech Poznań             |
| GKS Bełchatów         | Seizièmes de finale             | Huitièmes de finale - Éliminé par le Podbeskidzie (D2)       |
| Górnik Zabrze         | Seizièmes de finale             | Seizièmes de finale - Éliminé par le Lechia Gdańsk           |
| Lech Poznań           | Seizièmes de finale             | Finaliste - Battu par le Legia Varsovie                      |
| Polonia Bytom         | Seizièmes de finale             | Seizièmes de finale - Éliminé par le ŁKS Łódź (D2)           |
| Polonia Varsovie      | Seizièmes de finale             | Quarts de finale - Éliminé par le Lech Poznań                |
| Śląsk Wrocław         | Seizièmes de finale             | Huitièmes de finale - Éliminé par le Legia Varsovie          |
| Widzew Łódź           | Seizièmes de finale             | Huitièmes de finale - Éliminé par le Wisła Cracovie          |
| Zagłębie Lubin        | 1er tour                        | Seizièmes de finale - Éliminé par le Widzew Łódź             |

## Compétition

### Premier tour
Les matches ont eu lieu les 24 et 25 août 2010.
| Club (division)                                   | Score             | Club (division)                   | Affluence |
| ------------------------------------------------- | ----------------- | --------------------------------- | --------- |
| Zawisza Bydgoszcz (D3)                            | 0 – 3             | Widzew Łódź (D1)                  | 10 000    |
| OKS 1945 Olsztyn (D3)                             | 2 – 1 (a.p.)      | Warta Poznań (D2)                 | 1 500     |
| Unia Swarzędz (D4)                                | 0 – 4             | Pogoń Szczecin (D2)               | 300       |
| Jarota Jarocin (D3)                               | 1 – 1 (4 – 5 tab) | Flota Świnoujście (D2)            | 300       |
| Wigry Suwałki (D3)                                | 2 – 1             | Górnik Łęczna (D2)                | 800       |
| Concordia Piotrków Trybunalski (D4)               | 2 – 1             | Stal Stalowa Wola (D3)            | 150       |
| Ruch Zdzieszowice (D3)                            | 1 – 0             | GKS Katowice (D2)                 | 2 000     |
| Stal Sanok (D4)                                   | 0 – 3             | Dolcan Ząbki (D2)                 | 800       |
| Olimpia Elbląg (D3)                               | 1 – 2 (a.p.)      | ŁKS Łódź (D2)                     | 2 884     |
| Start Otwock (D3)                                 | 2 – 2 (5 – 6 tab) | Podbeskidzie Bielsko-Biała (D2)   | 400       |
| Miedź Legnica (D3)                                | 1 – 2             | GKP Gorzów Wielkopolski (D2)      | 800       |
| GKS Tychy (D3)                                    | 1 – 0             | Sandecja Nowy Sącz (D2)           | 1 000     |
| MKS Kutno (D4)                                    | 0 – 3             | KSZO Ostrowiec Świętokrzyski (D2) | 1 200     |
| Świt Nowy Dwór Mazowiecki (D3)                    | 1 – 0             | MKS Kluczbork (D2)                | 300       |
| Wisła Płock (D3)                                  | 1 – 3             | Górnik Zabrze (D1)                | 800       |
| Znicz Pruszków (D3) est qualifié automatiquement. |                   |                                   |           |

### Seizièmes de finale
Les matches ont eu lieu les 21 et 22 septembre 2010.
| Club (division)                     | Score        | Club (division)            | Affluence |
| ----------------------------------- | ------------ | -------------------------- | --------- |
| Flota Świnoujście (D2)              | 0 – 1        | Jagiellonia Białystok (D1) | 2 156     |
| Świt Nowy Dwór Mazowiecki (D3)      | 0 – 1        | Śląsk Wrocław (D1)         | 500       |
| Pogoń Szczecin (D2)                 | 0 – 1        | Legia Varsovie (D1)        | 10 000    |
| Concordia Piotrków Trybunalski (D4) | 0 – 1        | GKS Bełchatów (D1)         | 650       |
| Widzew Łódź (D1)                    | 1 – 0 (a.p.) | Zagłębie Lubin (D1)        | 4 500     |
| ŁKS Łódź (D2)                       | 3 – 0        | Polonia Bytom (D1)         | 2 079     |
| Znicz Pruszków (D3)                 | 0 – 1        | Polonia Varsovie (D1)      | 2 000     |
| Wigry Suwałki (D3)                  | 0 – 2        | Korona Kielce (D1)         | 1 800     |
| GKS Tychy (D3)                      | 0 – 1        | Lech Poznań (D1)           | 3 000     |
| Ruch Zdzieszowice (D3)              | 1 – 3        | Ruch Chorzów (D1)          | 1 500     |
| Dolcan Ząbki (D2)                   | 0 – 1        | Wisła Cracovie (D1)        | 2 000     |
| OKS 1945 Olsztyn (D3)               | 2 – 0        | Odra Wodzisław Śląski (D2) | 2 000     |
| GKP Gorzów Wielkopolski (D2)        | 0 – 1        | KS Cracovia (D1)           | 3 000     |
| KSZO Ostrowiec Świętokrzyski (D2)   | 2 – 1 (a.p.) | Arka Gdynia (D1)           | 600       |
| Górnik Zabrze (D1)                  | 0 – 2        | Lechia Gdańsk (D1)         | 2 000     |
| Podbeskidzie Bielsko-Biała (D2)     | 2 – 0        | Piast Gliwice (D2)         | 1 500     |

### Huitièmes de finale
Les matches ont eu lieu les 26 et 27 octobre 2010.
| Club (division)                   | Score             | Club (division)            | Affluence |
| --------------------------------- | ----------------- | -------------------------- | --------- |
| KS Cracovia (D1)                  | 1 – 4             | Lech Poznań (D1)           | 4 000     |
| Wisła Cracovie (D1)               | 1 – 0             | Widzew Łódź (D1)           | 7 300     |
| Korona Kielce (D1)                | 0 – 1             | Jagiellonia Białystok (D1) | 4 661     |
| Podbeskidzie Bielsko-Biała (D2)   | 2 – 0             | GKS Bełchatów (D1)         | 1 500     |
| ŁKS Łódź (D2)                     | 0 – 0 (1 – 3 tab) | Lechia Gdańsk (D1)         | 2 534     |
| Śląsk Wrocław (D1)                | 1 – 2             | Legia Varsovie (D1)        | 6 500     |
| KSZO Ostrowiec Świętokrzyski (D2) | 0 – 2 (a.p.)      | Polonia Varsovie (D1)      | 1 000     |
| OKS 1945 Olsztyn (D3)             | 0 – 0 (0 – 3 tab) | Ruch Chorzów (D1)          | 3 500     |

### Quarts de finale
Le tirage au sort a eu lieu le 28 novembre 2010 dans les studios de nSport. – Les matches auront lieu les 1er et 2 mars, et les 15 et 16 mars 2011.
| Équipe 1            | Aller | Total | Retour | Équipe 2                        | Affluences      |
| ------------------- | ----- | ----- | ------ | ------------------------------- | --------------- |
| Wisła Cracovie (D1) | 0–1   | 2–3   | 2–2    | Podbeskidzie Bielsko-Biała (D2) | 8 000 et 3 200  |
| Lech Poznań (D1)    | 0–1   | 2–2   | 2–1    | Polonia Varsovie (D1)           | 20 000 et 3 500 |
| Lechia Gdańsk (D1)  | 0–0   | 1–1   | 1–1    | Jagiellonia Białystok (D1)      | 4 500 et 3 200  |
| Ruch Chorzów (D1)   | 1–1   | 1–3   | 0–2    | Legia Varsovie (D1)             | 3 500 et 10 000 |

### Demi-finales
Le tirage au sort a eu lieu le 20 mars 2011 dans les studios de nSport. – Les matches auront lieu les 5 et 6 avril, et les 19 et 20 avril 2011.
| Équipe 1           | Aller | Total | Retour | Équipe 2                        | Affluences      |
| ------------------ | ----- | ----- | ------ | ------------------------------- | --------------- |
| Lech Poznań (D1)   | 1–1   | 4–3   | 3–2    | Podbeskidzie Bielsko-Biała (D2) | 15 500 et 4 200 |
| Lechia Gdańsk (D1) | 0–1   | 0–5   | 0–4    | Legia Varsovie (D1)             | 7 250 et 16 448 |

### Finale
| Mardi 3 mai 2011 | Lech Poznań                                              | 1–1 (a.p.)      | Legia Varsovie                                             | Stade Zdzisław-Krzyszkowiak, Bydgoszcz     |                                            |
| 18:30            | Injac 29e                                                | (1–0)           | Manú 66e                                                   | Spectateurs : 18 200 Arbitrage : Paweł Gil | Spectateurs : 18 200 Arbitrage : Paweł Gil |
| 18:30            | Rapport                                                  |                 |                                                            | Spectateurs : 18 200 Arbitrage : Paweł Gil | Spectateurs : 18 200 Arbitrage : Paweł Gil |
| 18:30            | · Bosacki · Štilić · Rudņevs · Mikołajczak · Wołąkiewicz | Tirs au but 4–5 | · Cabral · Komorowski · Vrdoljak · Rzeźniczak · Wawrzyniak | Spectateurs : 18 200 Arbitrage : Paweł Gil | Spectateurs : 18 200 Arbitrage : Paweł Gil |

| Lech Poznań | Legia Varsovie |

| Titulaires :      |    |                        |      |      |
|                   |    |                        |      |      |
| GB                | 27 | Krzysztof Kotorowski   |      |      |
| DD                | 22 | Grzegorz Wojtkowiak    | 111e |      |
| DC                | 19 | Bartosz Bosacki (cap.) | 78e  |      |
| DC                | 20 | Hubert Wołąkiewicz     |      |      |
| DG                | 25 | Luis Henríquez         |      |      |
| MC                | 3  | Ivan Đurđević          | 100e |      |
| MC                | 21 | Dimitrije Injac        | 44e  | 69e  |
| MC                | 11 | Rafał Murawski         |      |      |
| MD                | 10 | Sergueï Krivets        |      | 103e |
| MG                | 7  | Jakub Wilk             | 26e  | 75e  |
| AT                | 16 | Artjoms Rudņevs        | 99e  |      |
| Remplaçants :     |    |                        |      |      |
| GB                | 30 | Jasmin Burić           |      |      |
| DC                | 2  | Seweryn Gancarczyk     |      |      |
| MC                | 8  | Jacek Kiełb            |      | 75e  |
| MC                | 14 | Semir Štilić           |      | 69e  |
| MC                | 32 | Mateusz Możdżeń        |      |      |
| AT                | 26 | Tomasz Mikołajczak     |      | 103e |
|                   |    |                        |      |      |
| Entraineur :      |    |                        |      |      |
| José María Bakero |    |                        |      |      |

| Titulaires :  |    |                       |     |     |
|               |    |                       |     |     |
| GB            | 84 | Wojciech Skaba        |     |     |
| DD            | 25 | Jakub Rzeźniczak      | 27e |     |
| DC            | 4  | Dickson Choto         |     | 76e |
| DC            | 15 | Iñaki Astiz Ventura   |     | 45e |
| DG            | 14 | Jakub Wawrzyniak      | 52e |     |
| MC            | 21 | Ivica Vrdoljak (cap.) | 36e |     |
| MC            | 16 | Ariel Borysiuk        |     |     |
| MD            | 9  | Manú                  |     |     |
| MC            | 32 | Miroslav Radović      |     |     |
| MG            | 31 | Maciej Rybus          |     | 59e |
| AT            | 7  | Michal Hubník         | 43e |     |
| Remplaçants : |    |                       |     |     |
| GB            | 1  | Marijan Antolović     |     |     |
| DC            | 17 | Marcin Komorowski     |     | 45e |
| DC            | 2  | Artur Jędrzejczyk     |     |     |
| MC            | 5  | Janusz Gol            |     |     |
| MC            | 27 | Alejandro Cabral      |     | 76e |
| MC            | 33 | Michał Żyro           |     |     |
| AT            | 18 | Michał Kucharczyk     |     | 59e |
| Entraineur :  |    |                       |     |     |
| Maciej Skorża |    |                       |     |     |

## Tableau final
|  | Huitièmes de finale     | Huitièmes de finale     | Huitièmes de finale |                |       | Quarts de finale         | Quarts de finale         | Quarts de finale         |  |  | Demi-finales            | Demi-finales            | Demi-finales            |  |  | Finale                                  | Finale                                  |
|  |                         |                         |                     |                |       |                          |                          |                          |  |  |                         |                         |                         |  |  |                                         |                                         |
|  | 27 octobre 2010         | 27 octobre 2010         | 27 octobre 2010     |                |       | 20 février - 2 mars 2011 | 20 février - 2 mars 2011 | 20 février - 2 mars 2011 |  |  | 5 avril - 19 avril 2011 | 5 avril - 19 avril 2011 | 5 avril - 19 avril 2011 |  |  | 3 mai 2011, stade Zdzisław-Krzyszkowiak | 3 mai 2011, stade Zdzisław-Krzyszkowiak |
|  | 27 octobre 2010         | 27 octobre 2010         | 27 octobre 2010     |                |       | 20 février - 2 mars 2011 | 20 février - 2 mars 2011 | 20 février - 2 mars 2011 |  |  | 5 avril - 19 avril 2011 | 5 avril - 19 avril 2011 | 5 avril - 19 avril 2011 |  |  | 3 mai 2011, stade Zdzisław-Krzyszkowiak | 3 mai 2011, stade Zdzisław-Krzyszkowiak |
|  | KS Cracovia             | 1                       | -                   |                |       | 20 février - 2 mars 2011 | 20 février - 2 mars 2011 | 20 février - 2 mars 2011 |  |  | 5 avril - 19 avril 2011 | 5 avril - 19 avril 2011 | 5 avril - 19 avril 2011 |  |  | 3 mai 2011, stade Zdzisław-Krzyszkowiak | 3 mai 2011, stade Zdzisław-Krzyszkowiak |
|  | KS Cracovia             | 1                       | -                   |                |       | 20 février - 2 mars 2011 | 20 février - 2 mars 2011 | 20 février - 2 mars 2011 |  |  | 5 avril - 19 avril 2011 | 5 avril - 19 avril 2011 | 5 avril - 19 avril 2011 |  |  | 3 mai 2011, stade Zdzisław-Krzyszkowiak | 3 mai 2011, stade Zdzisław-Krzyszkowiak |
|  | Lech Poznań             | 4                       | -                   |                |       | 20 février - 2 mars 2011 | 20 février - 2 mars 2011 | 20 février - 2 mars 2011 |  |  | 5 avril - 19 avril 2011 | 5 avril - 19 avril 2011 | 5 avril - 19 avril 2011 |  |  | 3 mai 2011, stade Zdzisław-Krzyszkowiak | 3 mai 2011, stade Zdzisław-Krzyszkowiak |
|  | Lech Poznań             | 4                       | -                   | Lech Poznań    | 0     | 2                        |                          |                          |  |  | 5 avril - 19 avril 2011 | 5 avril - 19 avril 2011 | 5 avril - 19 avril 2011 |  |  | 3 mai 2011, stade Zdzisław-Krzyszkowiak | 3 mai 2011, stade Zdzisław-Krzyszkowiak |
|  | 26 octobre 2010         |                         |                     | Lech Poznań    | 0     | 2                        |                          |                          |  |  | 5 avril - 19 avril 2011 | 5 avril - 19 avril 2011 | 5 avril - 19 avril 2011 |  |  | 3 mai 2011, stade Zdzisław-Krzyszkowiak | 3 mai 2011, stade Zdzisław-Krzyszkowiak |
|  |                         | Polonia Varsovie        | 1                   | 1              |       |                          |                          |                          |  |  | 5 avril - 19 avril 2011 | 5 avril - 19 avril 2011 | 5 avril - 19 avril 2011 |  |  | 3 mai 2011, stade Zdzisław-Krzyszkowiak | 3 mai 2011, stade Zdzisław-Krzyszkowiak |
|  | Ostrowiec Świętokrzyski | Polonia Varsovie        | 1                   | 1              | 0     | -                        |                          |                          |  |  | 5 avril - 19 avril 2011 | 5 avril - 19 avril 2011 | 5 avril - 19 avril 2011 |  |  | 3 mai 2011, stade Zdzisław-Krzyszkowiak | 3 mai 2011, stade Zdzisław-Krzyszkowiak |
|  | Ostrowiec Świętokrzyski | 1er mars - 16 mars 2011 |                     |                | 0     | -                        |                          |                          |  |  | 5 avril - 19 avril 2011 | 5 avril - 19 avril 2011 | 5 avril - 19 avril 2011 |  |  | 3 mai 2011, stade Zdzisław-Krzyszkowiak | 3 mai 2011, stade Zdzisław-Krzyszkowiak |
|  | Polonia Varsovie        | 2 ap                    | -                   |                |       |                          |                          |                          |  |  | 5 avril - 19 avril 2011 | 5 avril - 19 avril 2011 | 5 avril - 19 avril 2011 |  |  | 3 mai 2011, stade Zdzisław-Krzyszkowiak | 3 mai 2011, stade Zdzisław-Krzyszkowiak |
|  | Polonia Varsovie        | 2 ap                    | -                   | Lech Poznań    | 1     | 3                        |                          |                          |  |  |                         |                         |                         |  |  | 3 mai 2011, stade Zdzisław-Krzyszkowiak | 3 mai 2011, stade Zdzisław-Krzyszkowiak |
|  | 26 octobre 2010         |                         |                     | Lech Poznań    | 1     | 3                        |                          |                          |  |  |                         |                         |                         |  |  | 3 mai 2011, stade Zdzisław-Krzyszkowiak | 3 mai 2011, stade Zdzisław-Krzyszkowiak |
|  |                         | Podbeskidzie            | 1                   | 2              |       |                          |                          |                          |  |  |                         |                         |                         |  |  | 3 mai 2011, stade Zdzisław-Krzyszkowiak | 3 mai 2011, stade Zdzisław-Krzyszkowiak |
|  | Wisła Cracovie          | Podbeskidzie            | 1                   | 2              | 1     | -                        |                          |                          |  |  |                         |                         |                         |  |  | 3 mai 2011, stade Zdzisław-Krzyszkowiak | 3 mai 2011, stade Zdzisław-Krzyszkowiak |
|  | Wisła Cracovie          | 6 avril - 20 avril 2011 |                     |                | 1     | -                        |                          |                          |  |  |                         |                         |                         |  |  | 3 mai 2011, stade Zdzisław-Krzyszkowiak | 3 mai 2011, stade Zdzisław-Krzyszkowiak |
|  | Widzew Łódź             | 0                       | -                   |                |       |                          |                          |                          |  |  |                         |                         |                         |  |  | 3 mai 2011, stade Zdzisław-Krzyszkowiak | 3 mai 2011, stade Zdzisław-Krzyszkowiak |
|  | Widzew Łódź             | 0                       | -                   | Wisła Cracovie | 0     | 2                        |                          |                          |  |  |                         |                         |                         |  |  | 3 mai 2011, stade Zdzisław-Krzyszkowiak | 3 mai 2011, stade Zdzisław-Krzyszkowiak |
|  | 26 octobre 2010         |                         |                     | Wisła Cracovie | 0     | 2                        |                          |                          |  |  |                         |                         |                         |  |  | 3 mai 2011, stade Zdzisław-Krzyszkowiak | 3 mai 2011, stade Zdzisław-Krzyszkowiak |
|  |                         | Podbeskidzie            | 1                   | 2              |       |                          |                          |                          |  |  |                         |                         |                         |  |  | 3 mai 2011, stade Zdzisław-Krzyszkowiak | 3 mai 2011, stade Zdzisław-Krzyszkowiak |
|  | Podbeskidzie            | Podbeskidzie            | 1                   | 2              | 2     | -                        |                          |                          |  |  |                         |                         |                         |  |  | 3 mai 2011, stade Zdzisław-Krzyszkowiak | 3 mai 2011, stade Zdzisław-Krzyszkowiak |
|  | Podbeskidzie            | 2 mars - 16 mars 2011   |                     |                | 2     | -                        |                          |                          |  |  |                         |                         |                         |  |  | 3 mai 2011, stade Zdzisław-Krzyszkowiak | 3 mai 2011, stade Zdzisław-Krzyszkowiak |
|  | GKS Bełchatów           | 0                       | -                   |                |       |                          |                          |                          |  |  |                         |                         |                         |  |  | 3 mai 2011, stade Zdzisław-Krzyszkowiak | 3 mai 2011, stade Zdzisław-Krzyszkowiak |
|  | GKS Bełchatów           | 0                       | -                   | Lech Poznań    | 1 (4) |                          |                          |                          |  |  |                         |                         |                         |  |  |                                         |                                         |
|  | 26 octobre 2010         |                         |                     | Lech Poznań    | 1 (4) |                          |                          |                          |  |  |                         |                         |                         |  |  |                                         |                                         |
|  |                         | Legia Varsovie          | 1 (5)               |                |       |                          |                          |                          |  |  |                         |                         |                         |  |  |                                         |                                         |
|  | ŁKS Łódź                | Legia Varsovie          | 1 (5)               | 0 (1)          | -     |                          |                          |                          |  |  |                         |                         |                         |  |  |                                         |                                         |
|  | ŁKS Łódź                |                         |                     | 0 (1)          | -     |                          |                          |                          |  |  |                         |                         |                         |  |  |                                         |                                         |
|  | Lechia Gdańsk           | 0 (3)                   | -                   |                |       |                          |                          |                          |  |  |                         |                         |                         |  |  |                                         |                                         |
|  | Lechia Gdańsk           | 0 (3)                   | -                   | Lechia Gdańsk  | 0     | 1                        |                          |                          |  |  |                         |                         |                         |  |  |                                         |                                         |
|  | 26 octobre 2010         |                         |                     | Lechia Gdańsk  | 0     | 1                        |                          |                          |  |  |                         |                         |                         |  |  |                                         |                                         |
|  |                         | Jagiellonia Białystok   | 0                   | 1              |       |                          |                          |                          |  |  |                         |                         |                         |  |  |                                         |                                         |
|  | Korona Kielce           | Jagiellonia Białystok   | 0                   | 1              | 0     | -                        |                          |                          |  |  |                         |                         |                         |  |  |                                         |                                         |
|  | Korona Kielce           | 1er mars - 15 mars 2011 |                     |                | 0     | -                        |                          |                          |  |  |                         |                         |                         |  |  |                                         |                                         |
|  | Jagiellonia Białystok   | 1                       | -                   |                |       |                          |                          |                          |  |  |                         |                         |                         |  |  |                                         |                                         |
|  | Jagiellonia Białystok   | 1                       | -                   | Lechia Gdańsk  | 0     | 0                        |                          |                          |  |  |                         |                         |                         |  |  |                                         |                                         |
|  | 27 octobre 2010         |                         |                     | Lechia Gdańsk  | 0     | 0                        |                          |                          |  |  |                         |                         |                         |  |  |                                         |                                         |
|  |                         | Legia Varsovie          | 1                   | 4              |       |                          |                          |                          |  |  |                         |                         |                         |  |  |                                         |                                         |
|  | OKS 1945 Olsztyn        | Legia Varsovie          | 1                   | 4              | 0 (0) | -                        |                          |                          |  |  |                         |                         |                         |  |  |                                         |                                         |
|  | OKS 1945 Olsztyn        |                         |                     |                | 0 (0) | -                        |                          |                          |  |  |                         |                         |                         |  |  |                                         |                                         |
|  | Ruch Chorzów            | 0 (3)                   | -                   |                |       |                          |                          |                          |  |  |                         |                         |                         |  |  |                                         |                                         |
|  | Ruch Chorzów            | 0 (3)                   | -                   | Ruch Chorzów   | 1     | 0                        |                          |                          |  |  |                         |                         |                         |  |  |                                         |                                         |
|  | 26 octobre 2010         |                         |                     | Ruch Chorzów   | 1     | 0                        |                          |                          |  |  |                         |                         |                         |  |  |                                         |                                         |
|  |                         | Legia Varsovie          | 1                   | 2              |       |                          |                          |                          |  |  |                         |                         |                         |  |  |                                         |                                         |
|  | Śląsk Wrocław           | Legia Varsovie          | 1                   | 2              | 1     | -                        |                          |                          |  |  |                         |                         |                         |  |  |                                         |                                         |
|  | Śląsk Wrocław           |                         |                     |                | 1     | -                        |                          |                          |  |  |                         |                         |                         |  |  |                                         |                                         |
|  | Legia Varsovie          | 2                       | -                   |                |       |                          |                          |                          |  |  |                         |                         |                         |  |  |                                         |                                         |
|  | Legia Varsovie          | 2                       | -                   |                |       |                          |                          |                          |  |  |                         |                         |                         |  |  |                                         |                                         |

## Classement des buteurs
| Rang | Joueur                 | Équipe            | Buts |
| ---- | ---------------------- | ----------------- | ---- |
| 1    | Gražvydas Mikulėnas    | Wigry Suwałki     | 4    |
| 1    | Artjoms Rudņevs        | Lech Poznań       | 4    |
| 1    | Bartosz Ślusarski      | Lech Poznań       | 4    |
| 4    | Krzysztof Bizacki (en) | GKS Tychy         | 3    |
| 4    | Daniel Feruga          | GKS Tychy         | 3    |
| 4    | Paweł Kanik            | Zawisza Bydgoszcz | 3    |
| 4    | Tomasz Kasprzyk        | Ruch Zdzieszowice | 3    |
| 4    | 7 autres joueurs       |                   | 3    |

Source : Classement des buteurs sur 90minut.pl.